# 韓鎬
韓鎬（1437年—1502年），字民瞻，河南河南府陕州盧氏縣人，軍籍，明朝政治人物。

## 生平
早年出身國子生，中式河南鄉試第二名舉人。成化十四年（1478年）登戊戌科三甲第一百四十二名進士。十五年八月授兵科給事中。復除吏科給事中，弘治元年（1488年）十月升禮科左，三年三月陞浙江右參議。統兵抵禦倭寇，多有勳勞。弘治八年（1495年）九月，陞浙江左參政。弘治十二年（1499年），陞浙江右布政使。弘治十四年（1501年），陞湖廣左布政使。次年，晉都察院右副都御史，巡撫湖廣，兼贊理軍務。不久，卒於軍。入祀鄉賢祠。

## 家族
曾祖韓德。祖父韓文。父韓忠，曾任知縣。母燕氏。具慶下。兄锦、𨱑、锐；弟镗、鉞、钊。